# بنات الثانوية (مسلسل)
 بنات الثانوية  هو مسلسل دراما كويتي أنتج عام 2011، عُرض على تلفزيون دبي ومقتبس من رواية بنات الجامعة للكاتب محمد النشمي تحمل نفس الاسم.

## القصة
يرصد العمل الذي تدور أحداثه حول قصة خمس فتيات مراهقات بإحدى المدارس الثانوية، علاقة هؤلاء الفتيات بمجتمعهن وأسرهن ومحيطهن الدراسي، وتتناول كل حلقة حدثاً جديداً في حياة الفتيات من ناحية طرح مشكلات المراهقات وقضاياهن ونظرتهن إلى المجتمع وللمبادئ والمعتقدات وتأثير المشاكل الأسرية والاجتماعية عليهن.
 بنات الثانوية  هو مسلسل دراما كويتي أنتج عام 2011، عُرض على تلفزيون دبي ومقتبس من رواية تحمل نفس الاسم.

## طاقم التمثيل
- شهد بدور سمر، الفتاة الناجحة بالدراسة ولكن الفاشلة في الحب، لطيفة وحبوبة.
- ابتسام العطاوي بدور شهد، الفتاة النحيسة والفاشلة دراسياً والغيورة ذات الشخصية العدائية، وهي صديقة ريم.
- أبرار سبت بدور منيرة، الفتاة الغبية في الدراسة ولكن الناجحة في التعامل مع الناس، إنسانة متفائلة ومليئة بالعزيمة، وهي صديقة منال.
- فرح بدور منال، الفتاة الغنية العالمة بجميع أنواع الماركات، هادئة ولا تحب إفشاء أسرارها لأحد إلا لصديقتها منيرة.
- نجوى الكبيسي بدور ريم، الفتاة المغرورة المهتمة بالجمال والأذواق، وهي مذيعة تقدم برنامج أطفال، وصديقة شهد.
- عبد الله بوشهري بدور محمد، أخ منال، شاب جامعي حياته عادية لكن لديه مشاكل عائلية بسبب طلاق والديه، وتنشأ قصة حب بينه وبين سمر لأنها فتاة بسيطة وغير متصنعة وتختلف عن الفتيات المحيطات بها.
- عبد الإمام عبد الله. بدور أب محمد ومنال، زوج سلوى وطليق انتصار.
- فاطمة الحوسني بدور انتصار الأم المطلقة.
- أحلام حسن بدور أبلة نجاح، وكيلة المدرسة.
- عبير الجندي بدور أبلة عواطف، مديرة المدرسة.
- انتصار الشراح بدور أبلة كفاية، معلمة مادة العلوم.
- أمل عباس بدور أبلة ناهد، مدربة حصة البدنية.

### ضيوف الشرف
- فؤاد علي بدور فواز، أخ سمر، وصديق محمد، يحب ابنة خالته دلال، وله جانب رومانسي يختلف عن صديقه.
- مسك بدور دلال بنت خالة سمر، وهي تبادل فواز الشعور نفسه.
- غرور بدور أم سمر وفواز.
- سوسن الهارون بدور مدرسة لغة عربية.
- مشعل القملاس بدور أبو سلمان مفتش المدرسة، طليق الوكيلة نجاح.
- دانة المساعيد بدور اخت سمر

## ردود الأفعال
أثار عرض المسلسل على تلفزيون دبي خلال رمضان 2011 ردود فعل متباينة في صفوف المشاهدين الخليجيين، ما بين مؤيدين ورافضين لعرض هذا العمل الدرامي المثير للجدل، وبرز حجم الاهتمام الخليجي بهذا العمل التلفزيوني، الذي ثارت حوله ضجة إعلامية وسياسية قبل عرضه، في مشاهدة ما يزيد عن 3 ملايين مشاهد خليجي لحلقاته على يوتيوب خلال أيام فقط من بدء عرضه.
وكان تلفزيون دبي منتج (بنات الثانوية)، قد أصر على عرض المسلسل رغم امتناع العديد من المحطات التلفزيونية الخليجية عن عرضه بسبب حملات المحافظين، بحجة أنه ينتهك الأعراف والتقاليد المحلية الخليجية.
وحاز المسلسل على نسب مشاهدة عالية في حلقاته الثلاث الأولى، ومتابعة استثنائية عبر مواقع مؤسسة دبي للإعلام الإلكترونية، كما استقطب اهتماماً كبيراً على مواقع وشبكات التواصل الاجتماعي، إضافة إلى تحقيقه نسب مشاهدة عالية على القناة، وحسب بيانات وأرقام خدمة (شاهد عبر الإنترنت) عبر الموقع الإلكتروني يعد المسلسل الأكثر متابعة بمعدل (33.740) زيارة للحلقات الثلاث الأولى.

## الإنتاج
المسلسل مقتبس من رواية بنات الثانوية للمؤلف الكويتي محمد النشمي والتي طُرِحت في الأسواق عام 2010 وأثارت جدلاً في الكويت، بسبب تعرضها لتفاصيل حياة الطالبات في المدارس الثانوية، وقد اعترف الروائي الكويتي في تصريح صحفي أن القصة تتضمن في نسختها الأصلية «فصولا جريئة وغير مسبوقة» تم حذفها في ما بعد، مؤكداً أنه «كويتي ولا يمكنه أن يسيء إلى بنات وطنه من خلال عمله هذا».

## جزء ثاني
أعلن منتج المسلسل تصوير جزء ثاني من المسلسل نظراً للمتابعة العالية للمسلسل وعُرِض في رمضان 2012 باسم بنات الجامعة.